# Palazzo Dorell

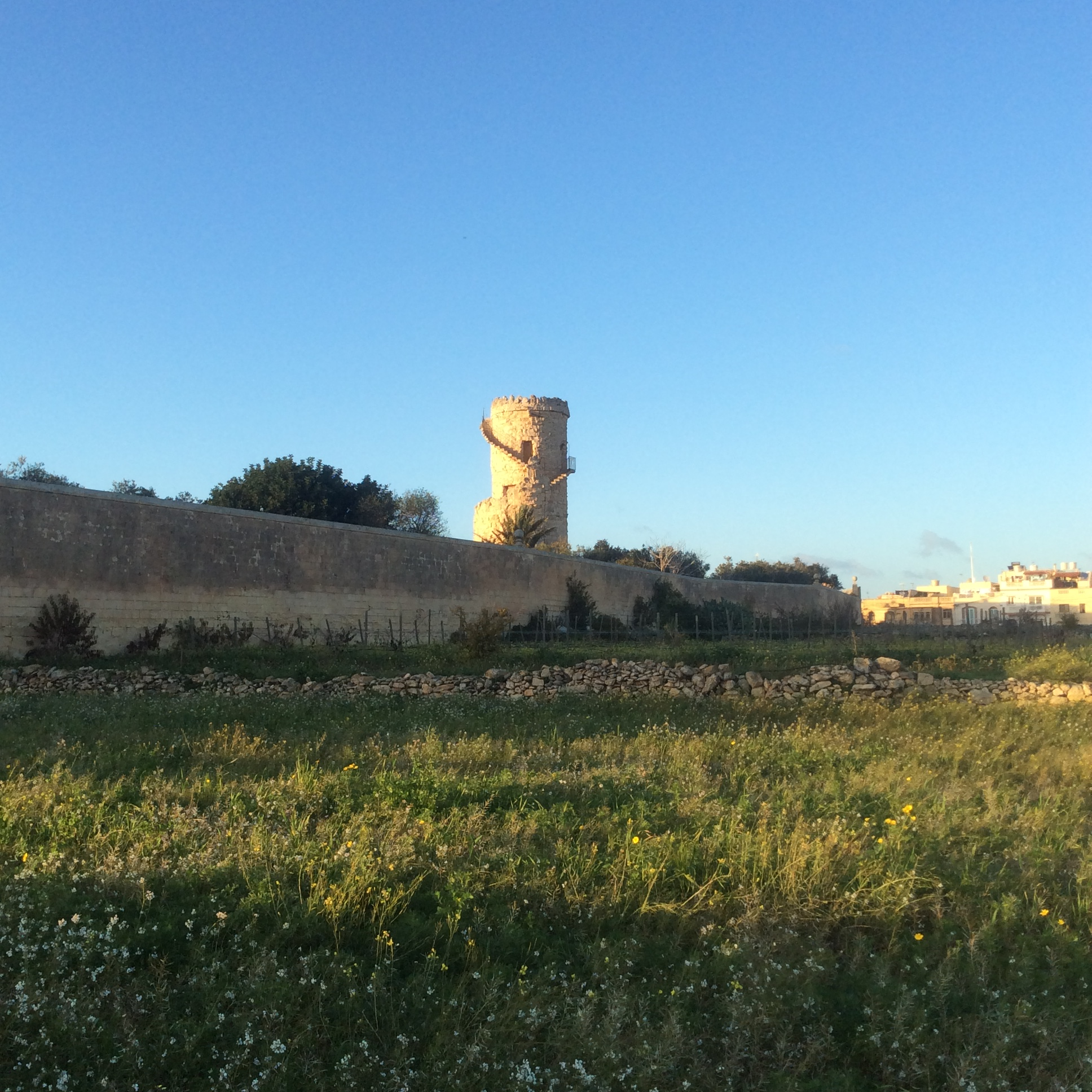
Wieża Xlejli

Palazzo Dorell (fr. Palais d’Aurel) znany też jako Bettina Palace, Villa Bettina, Villa Dorell (Villa d’Aurel), Xlejli Palace, a wśród okolicznych mieszkańców po prostu 'The Palace' (Il-Palazz) – XVII-wieczny pałac w stylu palladianistycznym, znajdujący się w miejscowości Gudja na Malcie.

## Historia
Posiadłość została zbudowana w roku 1670, w czasach rządów Zakonu św. Jana na Malcie, przez hrabiego Ignatiusa Francesco Moscati Falsoni Navarrę, jako dom rodzinny i rezydencja wiejska. W roku 1760 pałac został kupiony przez Pietra Paola Falzon d’Aurelle (ang. Dorell) Falzona, i jest zamiennie nazywany od imienia jego i jego córki Marchesy Lady Bettiny Testaferrata Dorell.
Podczas blokady Francuzów (1798–1800) pałac służył jako kwatera główna sił brytyjskich pod dowództwem generała Grahama.

## Ogrody
Wewnątrz ogrodzonych murem prywatnych ogrodów posiadłości znajduje się wieża Xlejli oraz kaplica. W ogrodzie jest też mały cmentarz, gdzie pochowani są brytyjscy żołnierze, którzy polegli podczas francuskiej okupacji Malty.

## Współcześnie
Współcześnie pałac jest prywatną rezydencją, i nie jest dostępny dla zwiedzających.
Pałac jest zabytkiem 1. klasy na liście Malta Environment and Planning Authority (MEPA) oraz figuruje w spisie National Inventory of the Cultural Property of the Maltese Islands (NICPMI).

## Inne rezydencje rodziny Dorell
Arystokratyczna francuska rodzina d’Aurelle posiadała na Malcie również inne wspaniałe rezydencje. Pałac nie powinien być mylony z Palazzo Bettina w Birgu, ani z Casa Dorell w Valletcie, które kiedyś też należały do tej rodziny.